# Петелинєк
Петелинєк (словен. Petelinjek) — поселення в общині Ново Место, регіон Південно-Східна Словенія, Словенія.